# Chorlton-cum-Hardy

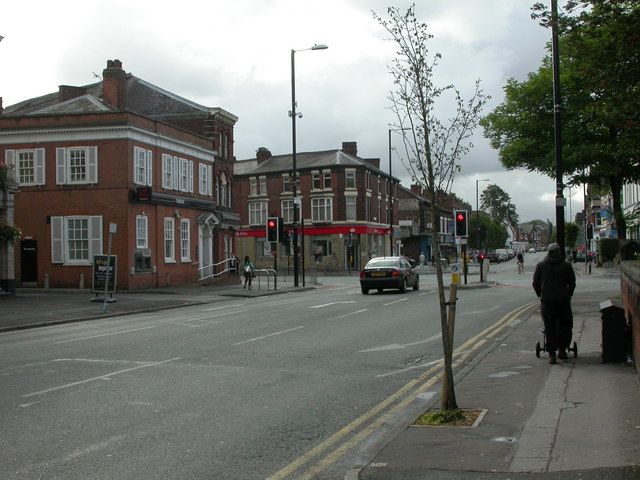
Incrocio di Chorlton-cum-Hardy tra le strade Wilbraham e Barlow Moor.

Chorlton-cum-Hardy è un'area del distretto metropolitano di Manchester, nel nord-ovest dell'Inghilterra. Si trova a 4,8 km a sudovest del centro di Manchester.
Storicamente Chorlton-cum-Hardy era un villaggio del Lancashire sul confine con il Cheshire e apparteneva alla parrocchia di Manchester. Fu incorporata nella città di Manchester nel 1904. Chorlton confina con Stretford, Sale, Didsbury, Withington, e Whalley Range. Il fiume Mersey scorre lungo i confini meridionali di Chorlton.